# Wohn- und Geschäftshaus Friedrich-Ebert-Straße 46
Das Wohn- und Geschäftshaus Friedrich-Ebert-Straße 46 im niedersächsischen Nordenham im Landkreis Wesermarsch stammt vom späten 19. Jahrhundert.

Aktuell (2023) wird es als Wohn- und Geschäftshaus mit Praxis genutzt.
Das Gebäude steht unter Denkmalschutz (siehe auch Liste der Baudenkmale in Nordenham).

## Beschreibung
Das zweigeschossige traufständige historisierende verputzte Gebäude auf Sockel, mit Satteldach mit Gaube und zwei seitlichen Giebelrisaliten sowie mit den gerahmten rechteckigen Fenstern, den angedeuteten vier Pilastern und darüber dem Traufgesims, wurde im späten 19. Jahrhundert oder um 1900 gebaut.
Das Landesdenkmalamt befand zur Bedeutung: „… Teil einer Gruppe baulicher Anlagen …“ zu der die Gebäude Friedrich-Ebert-Straße Nr. 36, Nr. 39 und 41 sowie Nr. 45/45B und 46 gehören.